# Кожен день життя
Кожен день життя — радянський художній фільм 1973 року, знятий на Одеській кіностудії.

## Сюжет
Шахтарське містечко Донецьк зі специфічно складними гірничо-геологічними умовами. Новому головному інженеру Марату Жукову дирекція шахти ставить завдання закрити небезпечну лаву, де працює бригада Доценко, — одна з кращих шахт перестала виконувати план. Зробивши розрахунки, Марат виявив можливість виходу на нормальний пласт і зміг переконати начальство, що не варто розформовувати дружну бригаду…

## У ролях
- Віктор Ізмайлов — Марат Григорович Жуков, головний інженер
- Микола Мерзлікін — Анатолій Доценко, бригадир шахтарів
- Володимир Кашпур — Толя-старший
- Юрій Кузьменков — Гриша
- Всеволод Гаврилов — Василь
- Володимир Шакало — Семен
- В'ячеслав Жариков — Шагін
- Ірина Санпітер — Таня Жукова
- Сергій Ляхницький — Борис Дмитрович, директор шахти (озвучив Борис Зайденберг)
- Борис Іванов — Петро Сергійович Тишаєв
- Герберт Дмитрієв — Радіонов, парторг
- Зінаїда Дехтярьова — Зіна, дружина Анатолія
- Володимир Волков — Юра
- Ася Бобіна — Валя
- Неоніла Гнеповська — мати Григорія
- В'ячеслав Крутюк — майор
- Іван Матвєєв — дядько Федя
- Світлана Могильова — Марина
- Борис Сабуров — ремонтник
- Ліна Шакало — епізод
- Олександр Казиміров — шахіст
- Ігор Старков — епізод

## Знімальна група
- Режисер — Тимур Золоєв
- Сценаристи — Тимур Золоєв, Борис Лобков
- Оператор — Євген Козинський
- Композитор — Євген Геворгян
- Художник — Володимир Шинкевич